# Liederhandschrift Langebek
Die Liederhandschrift Langebek (dänisch Langebeks kvart, Langebeks Quarthandschrift) ist eine dänische Liederhandschrift aus dem Bestand der Königlichen Bibliothek in Kopenhagen (Det Kongelige Bibliotek, Ny kongelig samling, NKS 816 4°). Mit ihrer Datierung um 1560 bis etwa 1597 gehört sie neben dem Herzbuch (1553–1555) zu den ältesten dänischen Liederhandschriften aus der Zeit der dänischen Renaissance. Besonders interessant für die deutsche Forschung ist ihr Bestand an deutschsprachigen Liedtexten.

## Entstehung
Bei der vorliegenden Handschrift handelt es sich um Sammelhandschrift, die aus verschiedenen Lagen zusammengebunden wurde. Der ältere Teil besteht in einer Sammlung dänischer Lieder, die Johann Wenstermand ab ca. 1560 bis etwa 1567 zusammentrug.
Ab etwa 1570 diente die Handschrift als Stammbuch des adeligen Verwandten- und Bekanntenkreises um Karen Gyldenstierne (1544–1613), die seit 1565 mit Holger Ottesen Rosenkrantz (1517–1575, u. a. auf Schloss Boller in Mitteljütland) verlobt war und ihn 1568 heiratete. Die Besucher ihres Stadthauses in Kopenhagen haben sich in dem Gästebuch jeweils mit einem Lied eingetragen bzw. durch einen Schreiber eintragen lassen und dann vielfach „mit eigener Hand“ mit ihren Namen, oft auch mit einem Motto u. ä. unterschrieben und manchmal auch datiert. Dank der „Beischriften“ können viele der Personen, die einen Liedtext in einem Gästebuch unterzeichnen, leicht identifiziert werden. Es handelt sich dabei um den Freundeskreis der Gastgeberin Karen Gyldenstierne. Auffällig ist in diesem Teil der Handschrift die Konzentrierung auf die Jahre um 1580 bis 1582 einerseits, ein Frühbeleg 1567 andererseits. Vertreten sind viele der bekanntesten dänischen Adelsfamilien und Personen, die in diesen Jahren um 1580 bis 1582 am dänischen Hof waren, wie Trolle, Rud, Bille, Lindenov, Markdanner, Rosensparre, Brahe, Kaas, Gøye, von Ahlefeldt, Lange, Ulfeldt u. a. Die spätesten Daten sind von 1597.

## Inhalt
In den dänischen Teilen der Handschrift sind es vorwiegend Volksballaden, die teilweise ins späte Mittelalter zurückgehen, sowie Liebeslieder, bzw. Volkslieder. kommen unter Karen Gyldenstierne in den Jahren um 1580 deutsche Liedertexte hinzu. Das macht zusammen mit der relativ frühen Datierung diese Handschrift auch für die deutsche Liedforschung interessant. Mit den 71 deutschen Texten – in fünf Fällen sind es Dubletten gleicher Liedtypen – ist diese Handschrift zudem ein interessantes Zeugnis grenzüberschreitender, interethnischer Liedvermittlung.
Selbst im europäischen Vergleich ist es ungewöhnlich, dass populäre Liedtexte zu einem derart frühen Zeitpunkt aufgeschrieben wurden. Vor allem für die Volksballadenforschung hat eine solche prominente Quellenlage bereits zu Anfang des 19. Jahrhunderts und in der beginnenden kritischen Wissenschaft um die Mitte des 19. Jahrhunderts einen wichtigen Anstoß zur internationalen Volksballadenforschung gegeben. Eine erste ausführliche Beschreibung des deutschen Teils der Handschrift stammt von Erik Kroman (1931).
Die Niederschriften dokumentieren das vielfach zweisprachige, dänisch-deutsche Milieu des dänischen Adels. Junge dänische Adelige studierten während ihrer Bildungsreisen vielfach an deutschen Universitäten und hielten sich in Deutschland auf, und das dürfte die Hauptquelle für die Herkunft der Lieder sein: das Repertoire Gebildeter in den Jahren um die Mitte des 16. Jahrhunderts. Sprachlich, etwa bei der adeligen Frau Helvig Hardenberg (* 1540 auf Arreskov, Fünen; † 1599 in Odense), spielt auch das Niederdeutsche eine Rolle bzw. die Form, in der eine Dänisch sprechende Person damals „Deutsch“ schreiben würde. So steht von Hardenbergs Hand unter dem dänischen Lied Nr. 82: „vas meyn Gatt will das geesche alle ßeiitt Hellewiig Hardennbergtt m e h“ (= Was mein Gott will, das geschehe allezeit. Helvig Hardenberg mit eigener Hand, eingetragen wahrscheinlich 1584).
Bei der Textübertragung ist zu bedenken, dass die Schreibung der Zeit entsprechend noch nicht normiert ist. Typisch für den Sprachstil der Handschrift ist etwa ein Eintrag wie „so zeistu meiner speigell der ogen“ (= So zeigstu [zeigst du] meinen Augen einen Spiegel). Das ist auch ein Hinweis darauf, dass die Liedtexte nicht einfach nach einer gedruckten Vorlage abgeschrieben, sondern dass sie mündlich überliefert wurden, vielleicht zu einem aktiven Liederschatz gehörten und tatsächlich so gesungen wurden. Gerade die deutschen Teile der Handschrift zeigen kräftige Gebrauchsspuren.
Als Stamm- und Gästebuch kann man damit die niederdeutsch-niederländische Darfelder Liederhandschrift vergleichen. Sie wurde 1546–1565 geschrieben und 1976 von Rolf W. Brednich herausgegeben. In der Handschriftenbeschreibung im Rahmen des dänischen Projekts „Dansk Folkevisekultur 1550-1700“ wurden von Otto Holzapfel für die bisher nicht publizierten deutschsprachigen Texte Transkriptionen erstellt. Die Kommentierung erfolgte auf der Grundlage der Dokumentation im Deutschen Volksliedarchiv (DVA) in Freiburg i. Br.
Dominierendes Thema ist die „höfische Liebe“ und, wie es in einem Lied heißt, was „Vile Klaffer Zungen Zwatzen“ (viele Kläfferzungen schwatzen). Eine Überschrift wie beim Lied Nr. 94 „Ein hübsch Liedt“ könnte darauf hindeuten, dass neben gedruckten Sammlungen billige Liedflugschriften Vorlage der Texte gewesen sind. Solche Überschriften, z. B. auch bei einer dänischen Volksballade (Lied Nr. 66) die deutsche Überschrift „Eynn reythers lidt“, sind ein Modeetikett der Zeit für ein populäres Lied. Viele Lieder in Langebeks kvart sind bekannt, einige sind Früh- und Erstbelege, zu einigen hat man bisher keine Parallelen finden können. Spur einer möglichen Vorlage ist die Parallele zu einem Musikdruck Peter Schöffers und Matthias Apiarius’, Straßburg 1536. Mit der Nr. 105 in Langebeks kvart, datiert 1572, beginnt nämlich eine auffällige Serie von Liedtexten in weitgehender Übereinstimmung mit der Reihenfolge im Druck von Schöffer/Apiarius Nr. 4 ff. Aber auch diese Texte wurden nicht wortwörtlich abgeschrieben, sondern zeigen Varianten, die mehr sind als etwa Diktat- und Hörfehler.
Die Liebeslieder entsprechen inhaltlich der höfischen Minne. Der Prozess der Werbung wird verherrlicht. Entsprechend sind die meisten Lieder aus der Perspektive des Mannes formuliert. Dazu gehört, dass das „Dienen“ als Schwerpunkt eines Liedes häufig auftaucht: Es ist die literarische Tradition des höfischen Minnedienstes. Das Tagelied mit der Wächterthematik ist auch ein traditionelles Thema in den Volksballaden, das andere Thema ist die Forderung nach der „Heimlichkeit“ des Verhältnisses (Lied Nr. 99, Str. 3: „heimliche Liebe macht ein gutes Spiel“). Hier kommen dann die oben genannten „Kläffer“ ins Spiel, die „falschen Zungen“, die üble Nachrede „der Leute“. Aus der Situation der Kläffer ergibt sich z. T. ein anderer Schwerpunkt, nämlich die Forderung nach Treue, in der Regel die vom Mann eingeforderte Treue der Frau.